# 警察署長 ジェッシイ・ストーン 湖水に消える
『警察署長 ジェッシイ・ストーン 湖水に消える』（原題：JESSE STONE: DEATH IN PARADISE）は、アメリカ合衆国のテレビ映画。原作はロバート・B・パーカーの警察署長ジェッシィ・ストーン・シリーズ第4作である小説『湖水に消える』（2001年発表）。アメリカ合衆国では2006年4月30日にCBSで放送された
。物語の舞台はマサチューセッツ州の架空の町パラダイスであるが、カナダのノバスコシア州ハリファックスやルーネンバーグ、ブルーロックスを中心に撮影が行われた。

## キャスト
| 役名                 | 俳優                       | 日本語吹替 |
| -------------------- | -------------------------- | ---------- |
| ジェッシイ・ストーン | トム・セレック             | 柴田秀勝   |
| スーツ               | コール・サダス             | 荒川大三郎 |
| リリィ・サマーズ校長 | オーラ・ブラディ           | 沢海陽子   |
| モリー・クレーン     | ヴァイオラ・デイヴィス     | 梅田貴公美 |
| デアンジェロ         | ヴィト・レッザ             | 木村雅史   |
| ヒーリー警部         | スティーヴン・マクハティ   | 佐藤正治   |
| ディックス医師       | ウィリアム・ディヴェイン   | 仲木隆司   |
| フッカー・ロイス     | マット・バー               | 中村悠一   |
| ノーマン・ショウ     | ゲイリー・バサラバ         | 金子由之   |
| スナイダー夫人       | デブラ・クリストファーソン |            |
| ジェリー・スナイダー | ジョン・ディール           |            |
| ノリス               | ブレンダン・ケリー         |            |
| エミリー・ビショップ | メイ・ホイットマン         |            |
| ハンク・ビショップ   | エドワード・エドワーズ     |            |

- その他の声の吹き替え：吉見一豊／小池亜希子／木下浩之／石住昭彦／野村須磨子／中條佐栄子